# She Ain't You
She Ain't You è un brano musicale del cantante statunitense Chris Brown, estratto come quarto singolo dal suo quarto album studio, F.A.M.E. il 28 marzo 2011.

## Composizione
Il brano è stato scritto da Brown con Jean Baptiste, Kevin McCall e Jason Boyd, prodotto da Free School e contiene dei cori cantati da Sevyn Streeter.
Nel brano ci sono due campionamenti, ossia quello del singolo di Michael Jackson del 1983 Human Nature, e del remix ufficiale del brano delle SWV del 1992 Right Here.

## Video musicale
Il video musicale prodotto per She Ain't You è stato diretto dal regista statunitense Colin Tilley, ed è stato presentato in anteprima il 2 maggio 2011. Il video è un omaggio a Michael Jackson, e si apre con una dedica di Chris Brown "Dedicated to my biggest inspiration of all time... I Love You. R.I.P. Michael Jackson. 08/29/58 - 06/25/09." ("Dedicato alla mia più grande ispirazione di tutti i tempi... Ti amo. R.I.P. Michael Jackson. 08/29/58 - 06/25/09."

## Tracce
- Digital download

1. She Ain't You – 4:08

## Classifiche
| Classifica (2011) | Posizione più alta |
| ----------------- | ------------------ |
| Australia         | 27                 |
| Canada            | 82                 |
| Nuova Zelanda     | 27                 |
| Stati Uniti       | 28                 |